# Karl von Miltitz (Nuntius)
Karl von Miltitz (* um 1490 in Rabenau oder Scharfenberg; † 20. November 1529 in Steinheim) war päpstlicher Nuntius und verhandelte mit Martin Luther.

## Leben

### Abstammung
Miltitz gehörte zum sächsischen Adelsgeschlecht Miltitz. Seine Eltern waren Sigismund von Miltitz, Landvogt zu Meißen in Pirna, und dessen zweite Ehefrau Klara von Schleinitz. Aus den drei Ehen seines Vaters entstanden 24 Kinder.

### Wirken
Er wurde Kanonikus in Mainz, Trier und Meißen, 1515 päpstlicher Notar und Kämmerer in Rom und wurde 1518 als päpstlicher Nuntius nach Sachsen gesandt, um ein Stillhalteabkommen mit Luther auszuhandeln und den Kurfürsten Friedrich den Weisen davon abzubringen, Luther weiterhin zu schützen. Er hatte im Januar 1519 mit Luther eine Unterredung in Altenburg, bei der dieser ihm weitreichende Zusagen machte, die er u. a. mit seiner Schrift Unterricht auf etliche Artikel vom Februar 1519 einlöste. Im Oktober desselben Jahres traf Miltitz Luther auch in Liebenwerda und ein Jahr darauf im Antoniterkloster Lichtenberg bei Prettin, doch blieben die Gespräche erfolglos. Auf einer späteren Reise ertrank er 1529 im Main bei Groß-Steinheim.